# Magalia
Magalia, anteriormente conocido como Butte Mills, Dogtown y Mountain View, es un lugar designado por el censo ubicado en el condado de Butte en el estado estadounidense de California. En el año 2009 tenía una población de 11.551 habitantes y una densidad poblacional de 316.5 personas por km².

## Geografía
Magalia se encuentra ubicado en las coordenadas 39°44′14″N 121°30′52″O / 39.73722, -121.51444. Según la Oficina del Censo, la ciudad tiene un área total de 36,5 km² (14,1 mi²), de la cual 36,5 km² (14,1 mi²) es tierra y 0 km² (0 mi²) (0%) es agua.

## Demografía
Según la Oficina del Censo en 2000 los ingresos medios por hogar en la localidad eran de $32,337, y los ingresos medios por familia eran $38,654. Los hombres tenían unos ingresos medios de $36,909 frente a los $21,892 para las mujeres. La renta per cápita para la localidad era de $16,904. Alrededor del 12.7% de la población estaban por debajo del umbral de pobreza.